# Saison 3 d'American Horror Story
Chronologie
Saison 2 : Asylum Saison 4 :
Freak Show
American Horror Story: Coven est la troisième saison de la série-télévisée d'anthologie horrifique de FX, American Horror Story. La série a été renouvelée pour une troisième saison le 15 novembre 2012 . Elle a été diffusée pour la première fois le 9 octobre 2013 et s'est terminée le 29 janvier 2014,.

## Synopsis

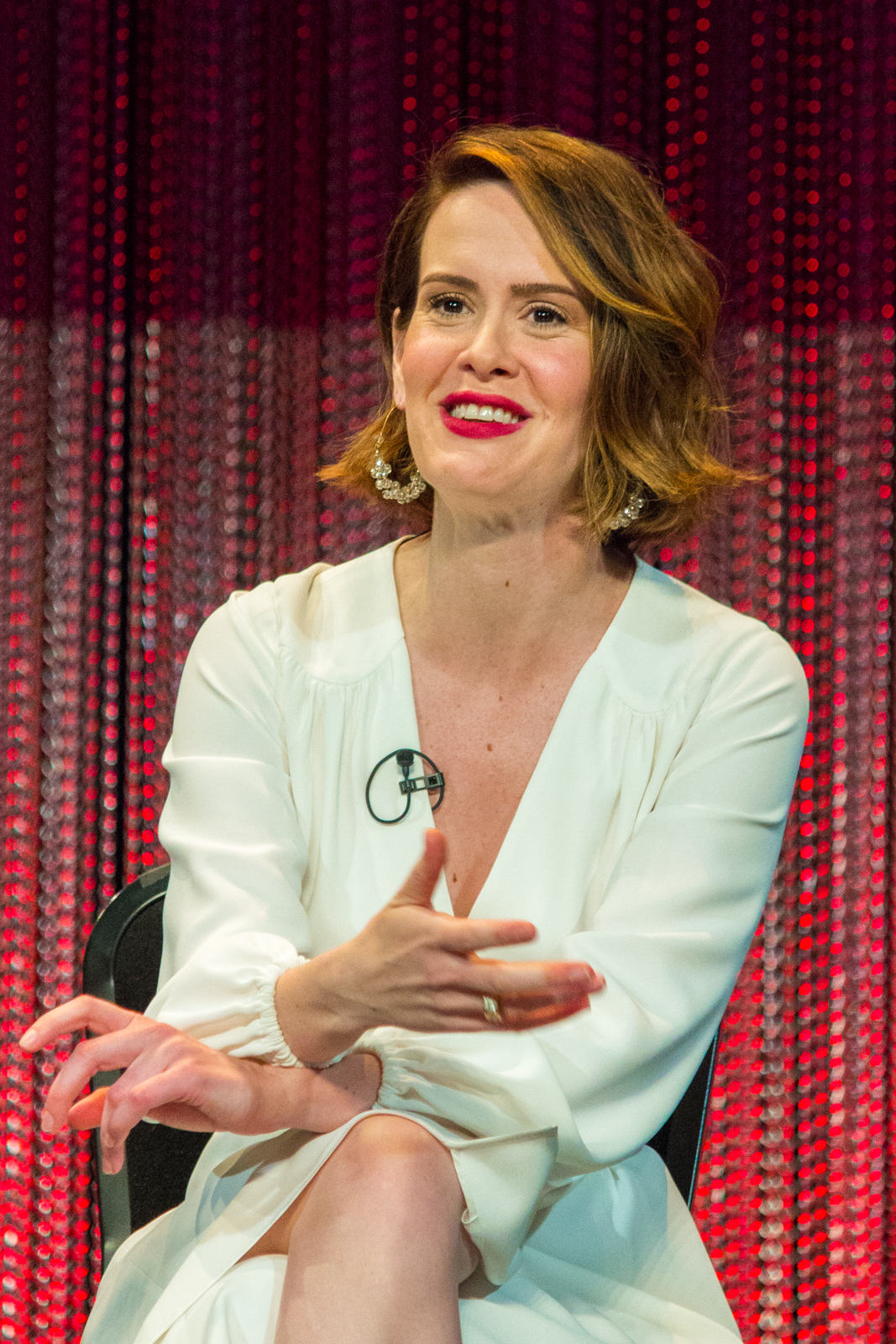
Sarah Paulson au PaleyFest de 2014.

La troisième saison est centrée sur la maison pour jeunes filles exceptionnelles de Madame Robichaux.
Plus de 300 ans ont passé depuis les jours turbulents des procès des sorcières de Salem. Celles qui ont réussi à s’échapper font désormais face à l’extinction. Les attaques contre leur espèce s’intensifient, poussant les jeunes filles aux dons surnaturels à se réfugier dans une école spéciale à la Nouvelle-Orléans leur apprenant à se protéger et à se défendre.
C'est ici qu'arrive Zoe Benson, jeune sorcière portant un lourd héritage magique. Elle y fait la connaissance de trois autres jeune filles dans son cas : Madison Montgomery, une starlette dégénérée qui a le pouvoir de télékinésie, Queenie, une véritable Poupée Vaudou Vivante, et Nan, qui sait lire dans les pensées. Elle rencontre également Misty Day, sorcière au pouvoir de résurrection, et Cordelia Foxx, la directrice et professeure de l'école. Face aux agressions récentes, Fiona Goode, la mère de Cordelia, qui est aussi la sorcière la plus puissante de sa génération, refait surface en ville. Elle est déterminée à protéger l’assemblée et à éliminer quiconque se mettra sur son chemin pour rester la plus puissante. 
Mais le danger et l'animosité ambiante ne viennent pas seulement de l'extérieur mais aussi des rivalités et des rancœurs entre les sorcières elles-mêmes. Marie Laveau, reine du vaudou, en est la preuve ; elle se méfie des sorcières blanches, et voue une haine sans pareille envers l'emblématique et tristement célèbre Marie-Delphine LaLaurie, connue pour avoir torturé nombres de ses esclaves noirs durant les années 1830, et plus précisément l'amant de Marie Laveau.

## Distribution

### Acteurs principaux
- Sarah Paulson (VF : Mélody Dubos) : Cordelia Foxx
- Taissa Farmiga (VF : Jessica Barrier) : Zoe Benson
- Emma Roberts (VF : Marie Facundo) : Madison Montgomery
- Frances Conroy (VF : Anne Rochant) : Myrtle Snow
- Evan Peters (VF : Hervé Grull) : Kyle Spencer
- Lily Rabe (VF : Anne O'Dolan) : Misty Day
- Denis O'Hare (VF : Nicolas Marié) : Spalding
- Kathy Bates (VF : Denise Metmer) : Marie-Delphine LaLaurie
- Jessica Lange (VF : Béatrice Delfe) : Fiona Goode

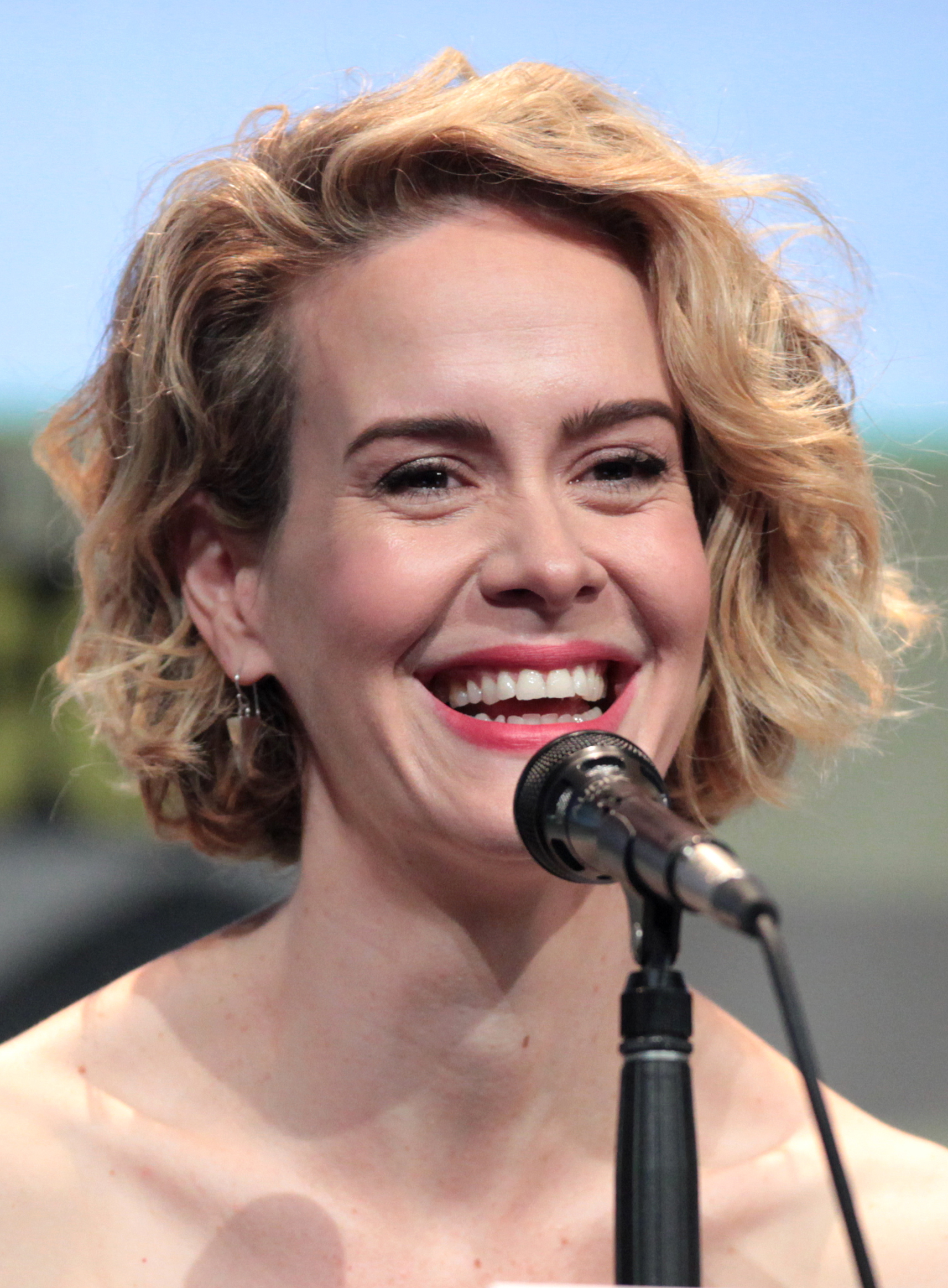
Sarah Paulson dans le rôle de Cordelia Foxx
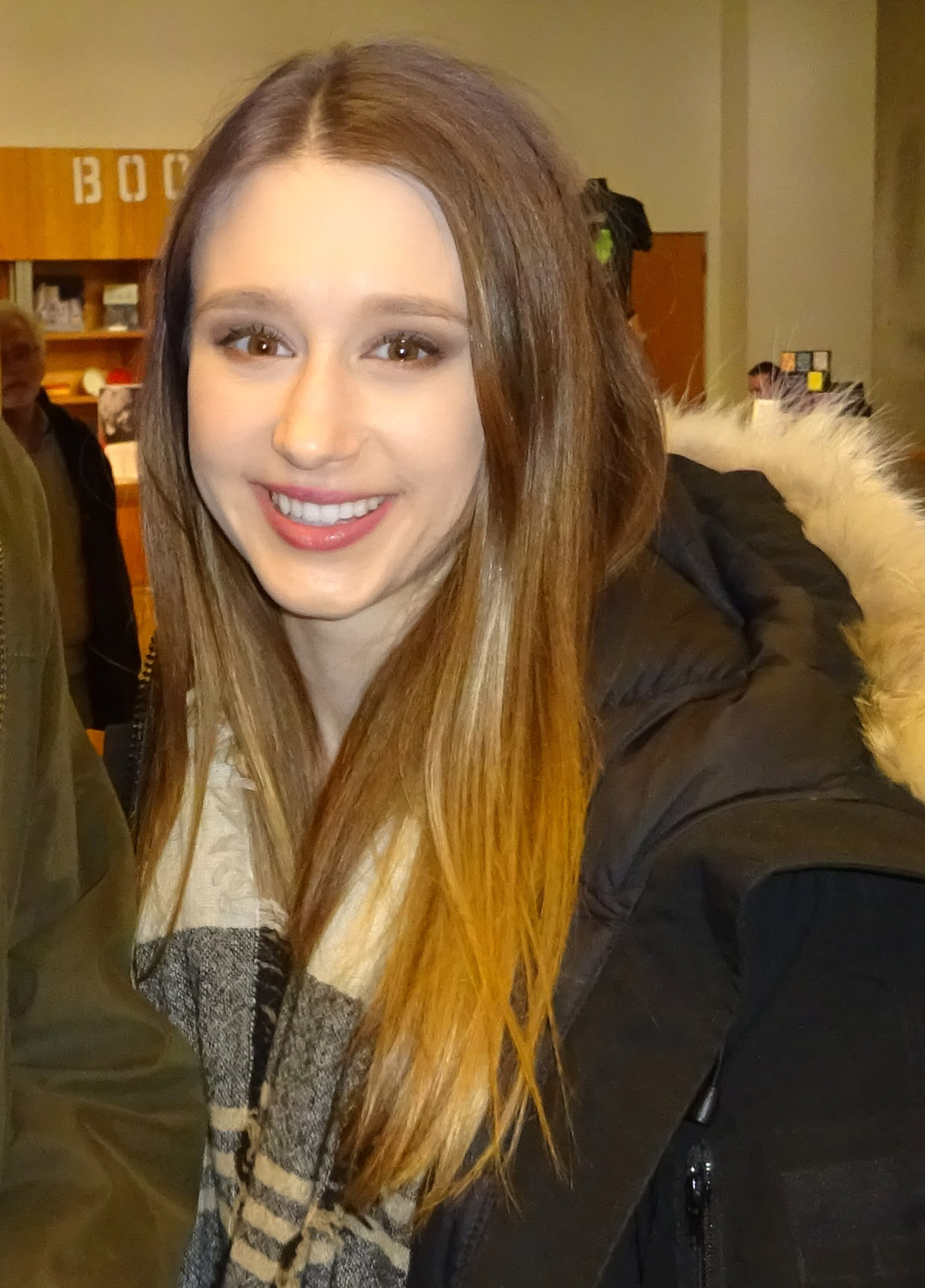
Taissa Farmiga dans le rôle de Zoé Benson
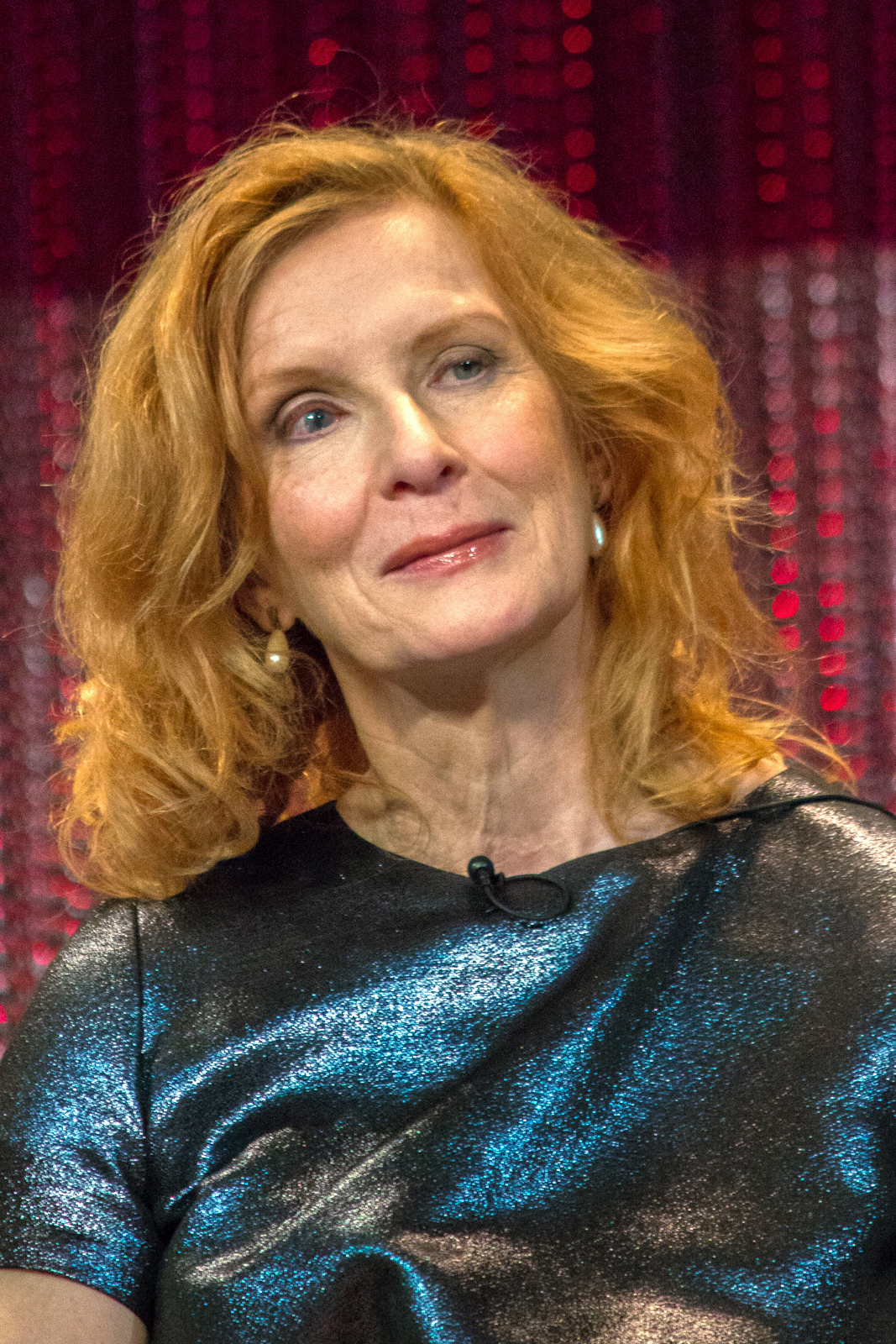
Frances Conroy dans le rôle de Myrtle Snow
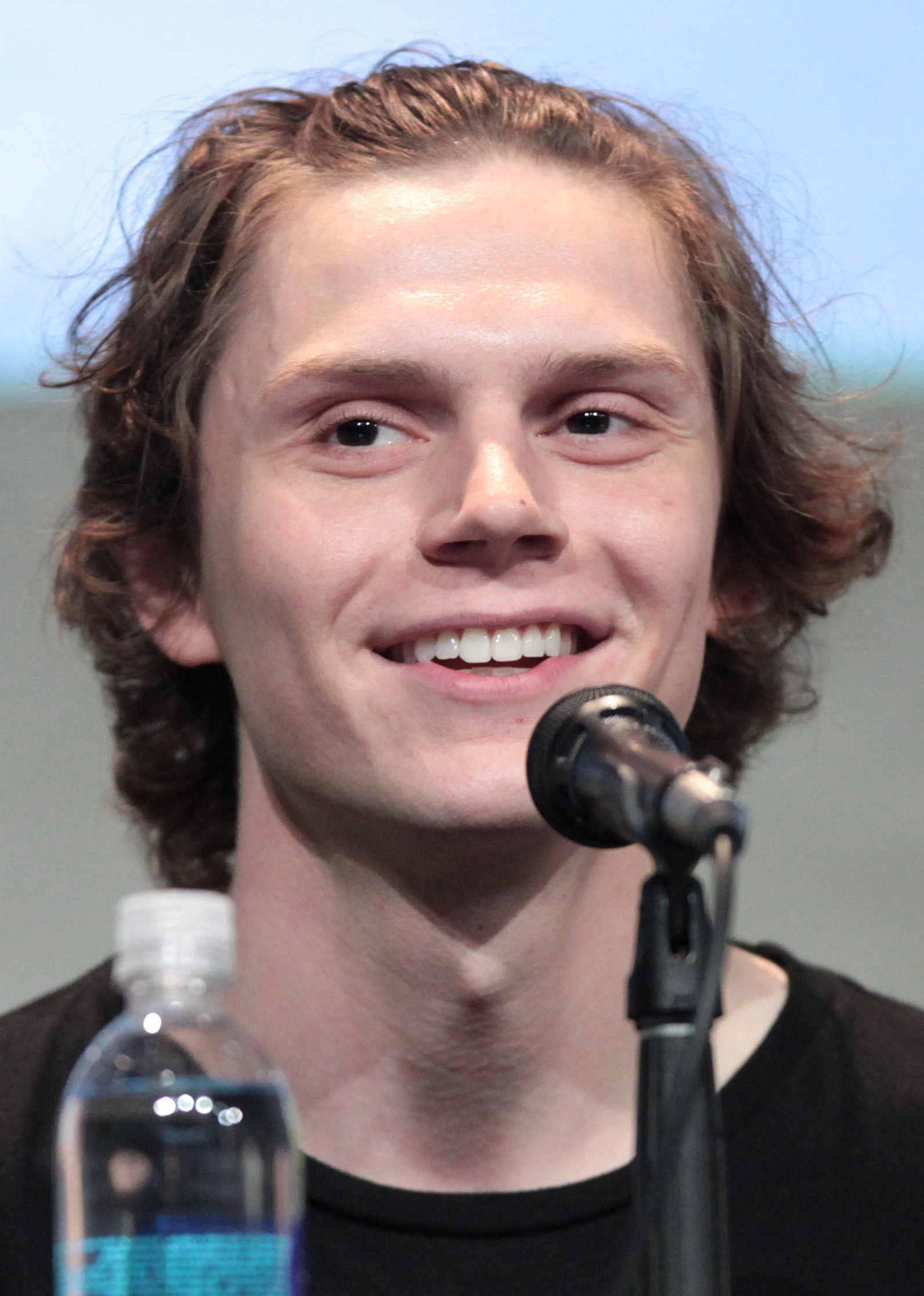
Evan Peters dans le rôle de Kyle Spencer
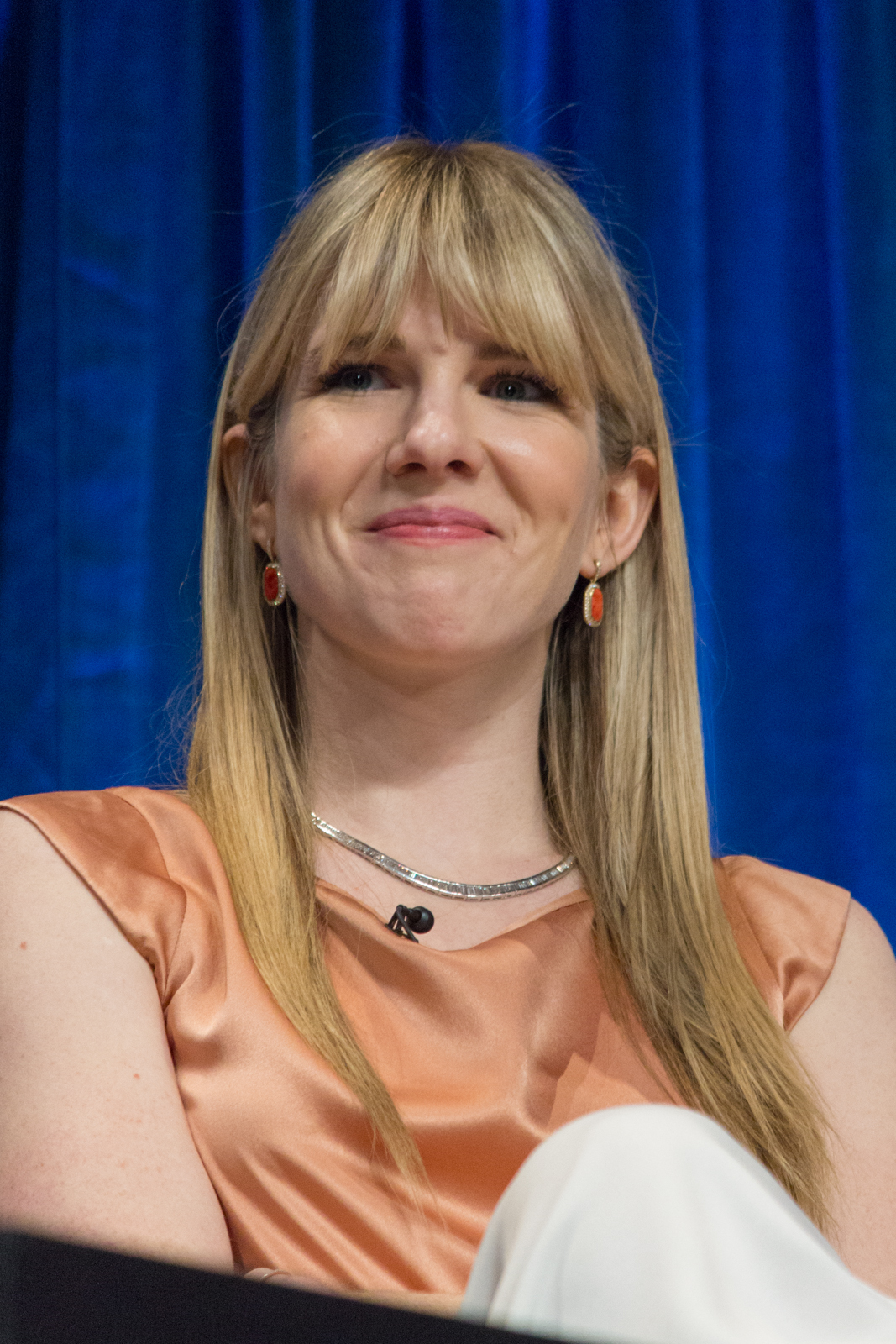
Lily Rabe dans le rôle de Misty Day
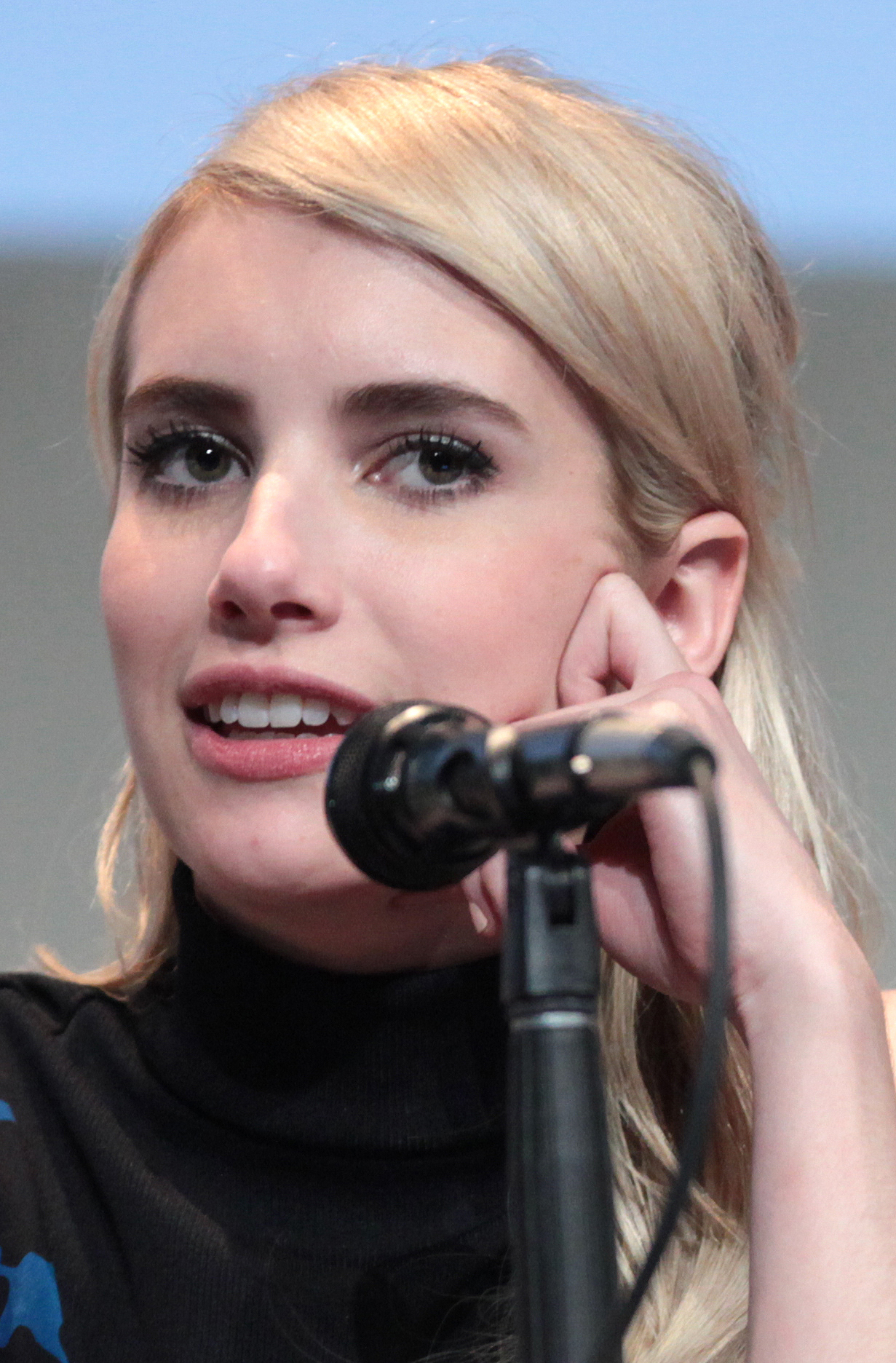
Emma Roberts dans le rôle de Madison Montgomery
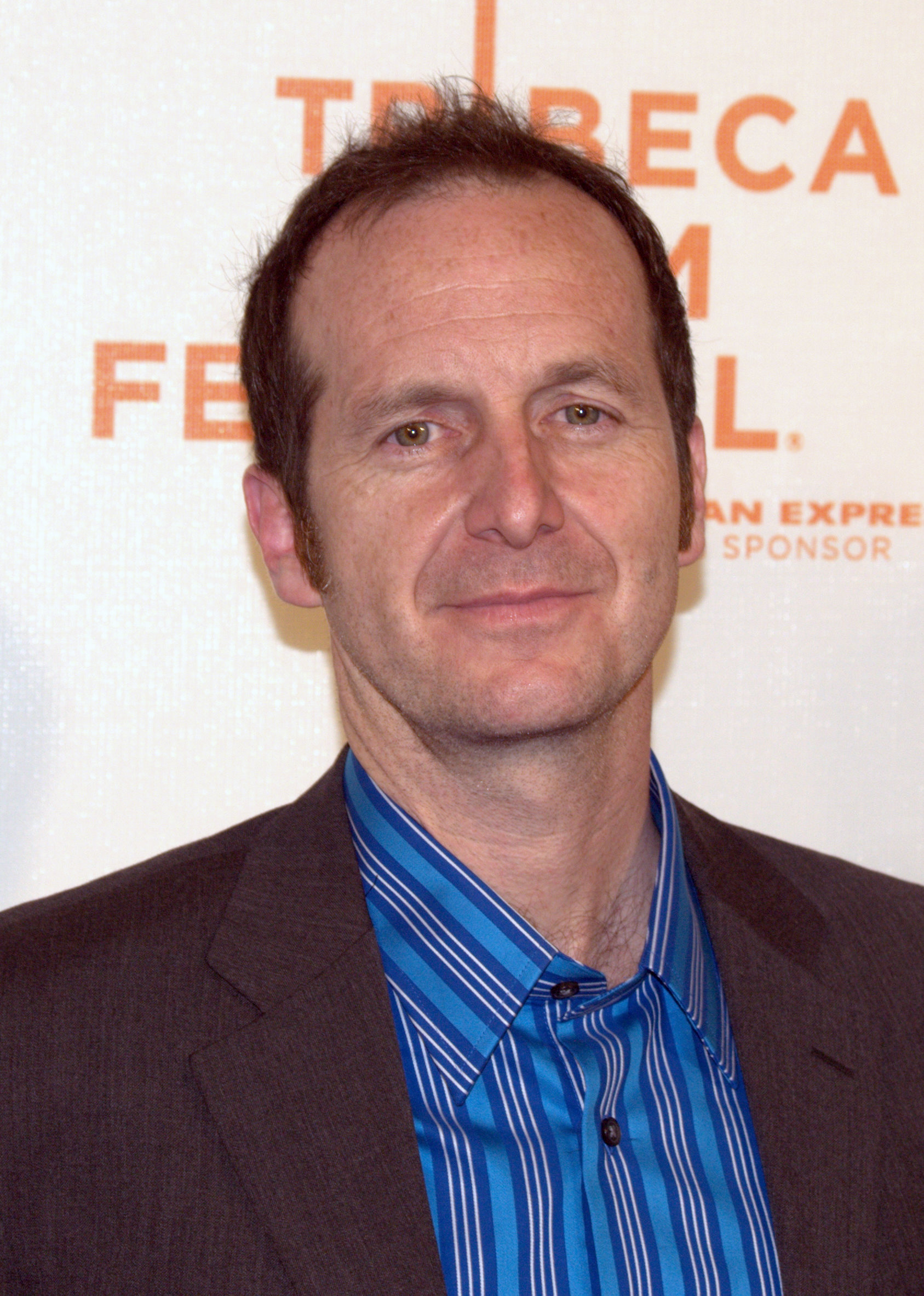
Denis O'Hare dans le rôle de Spalding
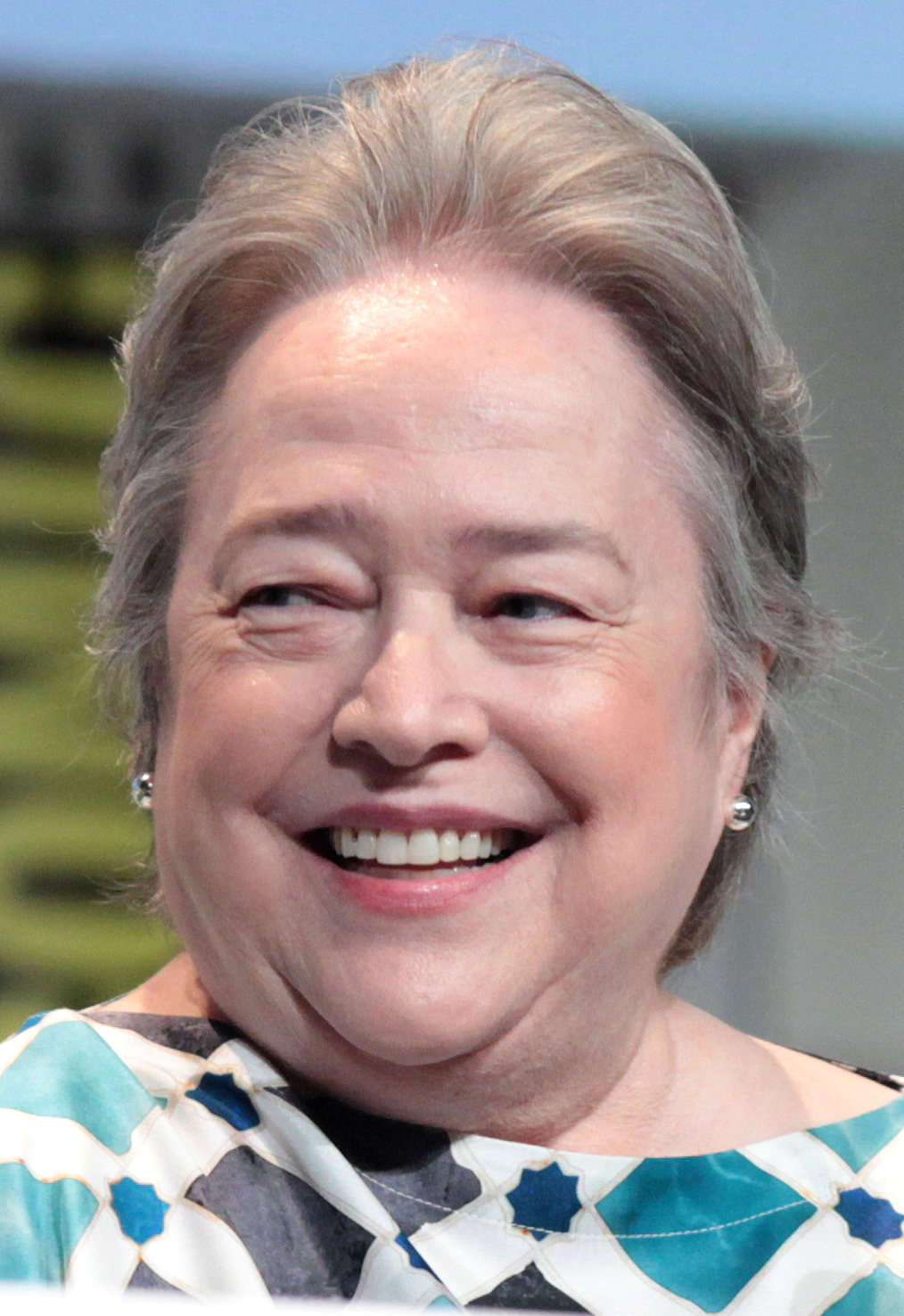
Kathy Bates dans le rôle de Marie-Delphine LaLaurie
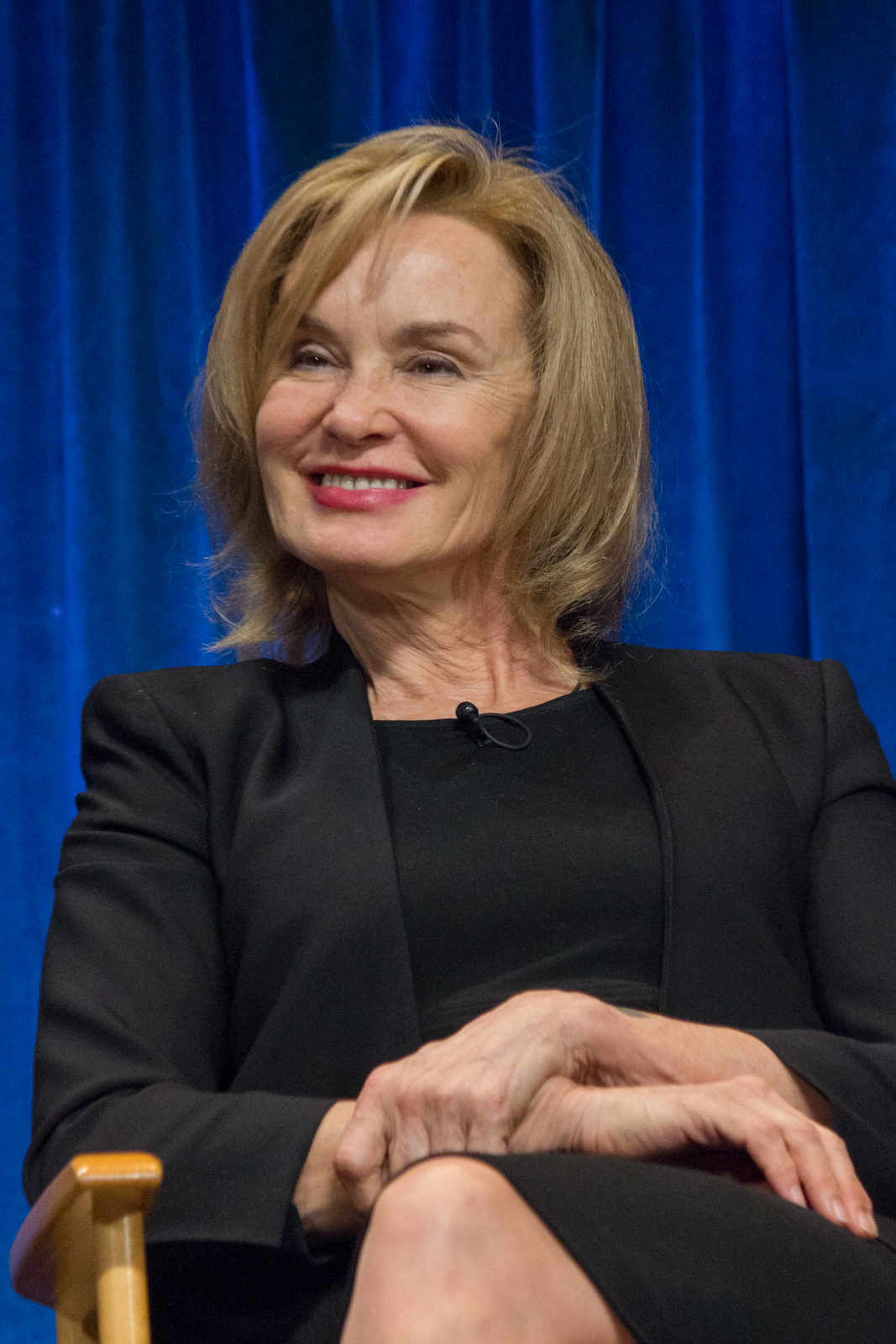
Jessica Lange dans le rôle de Fiona Goode

### Acteurs récurrents
- Angela Bassett (VF : Maïk Darah) : Marie Laveau
- Jamie Brewer (VF : Brigitte Lecordier) : Nan
- Gabourey Sidibe (VF : Véronique Alycia) : Queenie
- Alexander Dreymon (VF : Clément Moreau) : Luke Ramsey
- James DuMont (VF : Jean-Luc Atlan) : Dr Morrison
- Christine Ebersole (VF : Brigitte Virtudes) : Anna Leigh Leighton
- Josh Hamilton (VF : Damien Boisseau) : Hank Foxx / Henry Renard
- Danny Huston (VF : Gabriel Le Doze) : L'homme à la hache
- Leslie Jordan (VF : Patrice Dozier) : Quentin Fleming
- Robin Bartlett (VF : Julie Carli) : Cecily Pembroke
- Mare Winningham : Alicia Spencer
- Riley Voelkel : Fiona Goode jeune
- Michelle Page : Myrtle Snow jeune
- Miguel Capo Viu (VF : Namakan Koné) : Bastien/ Le Minotaure
- Dana Gourrier (VF : Laura Zichy) : Chantal
- Jennifer Lynn Warren (VF : Zina Khakhoulia) : Marie-Delphine Lopez (Borquita) LaLaurie
- Raeden Greer : Marie-Louise Pauline LaLaurie
- Ashlynn Ross : Marie-Louise Jeanne LaLaurie
- Lance Reddick (VF : Daniel Lobé) : Papa Legba
- Grey Damon : Archie Brener
- Ian Anthony Dale : Dr David Zhong
- Kim Collins : Lee
- Matthew James (VF : Charles Borg) : Roy
- Lance E. Nichols (VF : Patrick Béthune) : Inspectrice Sanchez
- Sam Malone : Stiles
- Scott Jefferson : (VF : Daniel Lafoucarde) Louis LaLaurie
- Jim Gleason : Dr Friedman
- Grace Gummer (VF : Christèle Billault) : Millie
- Mike Colter : (VF : Jean-Baptiste Anoumon) : David

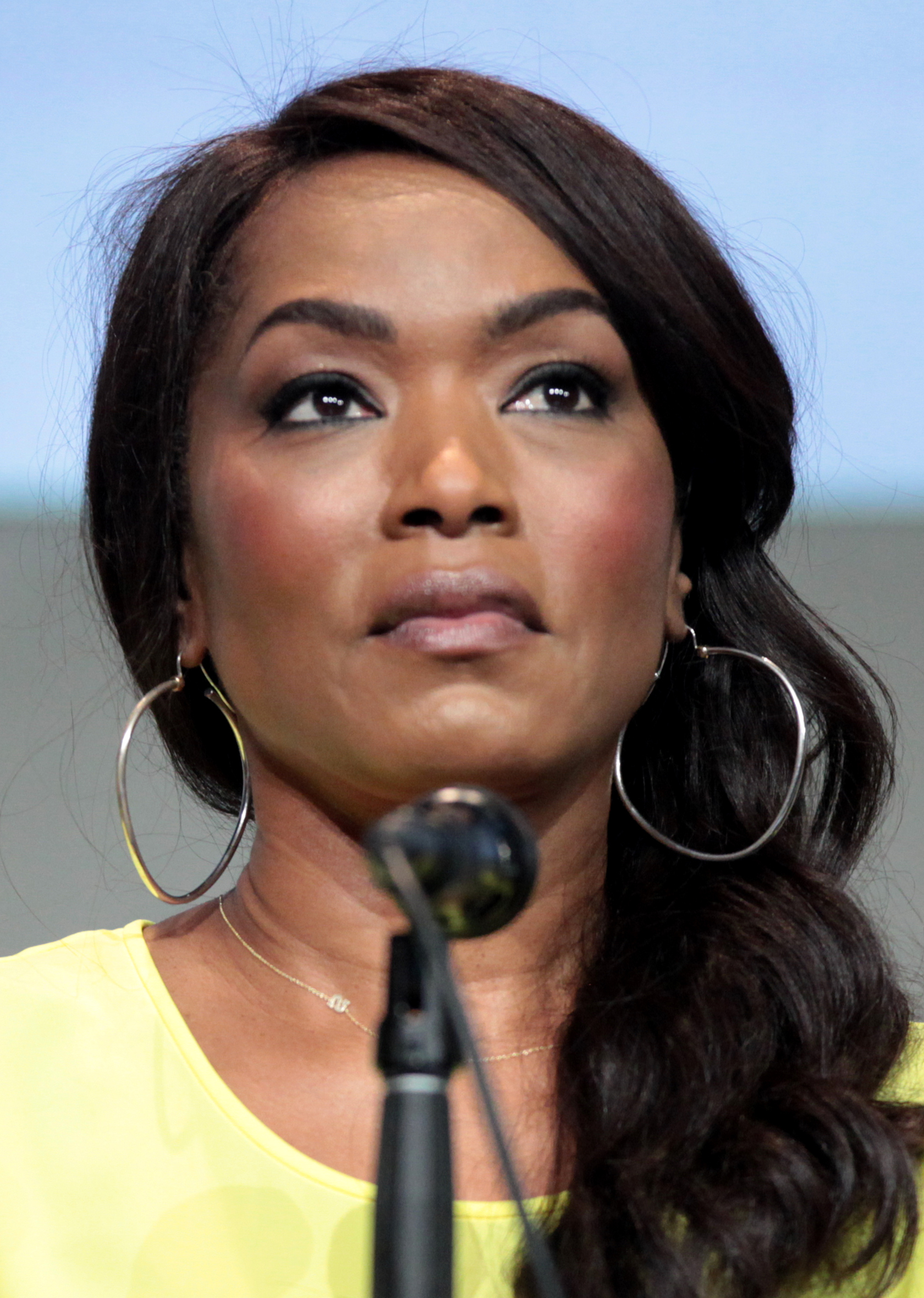
Angela Bassett  dans le rôle de Marie Laveau
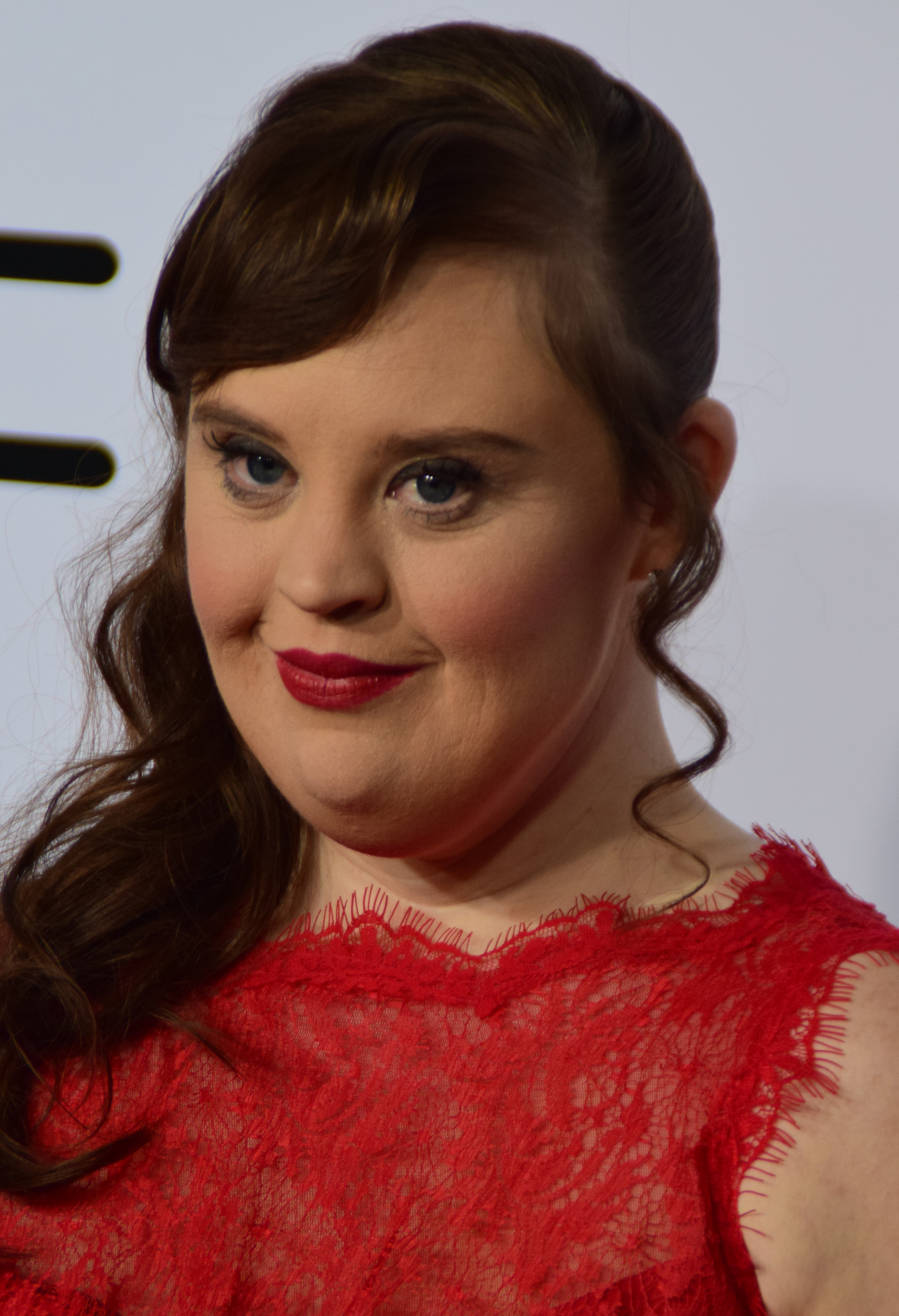
Jamie Brewer interprète Nan
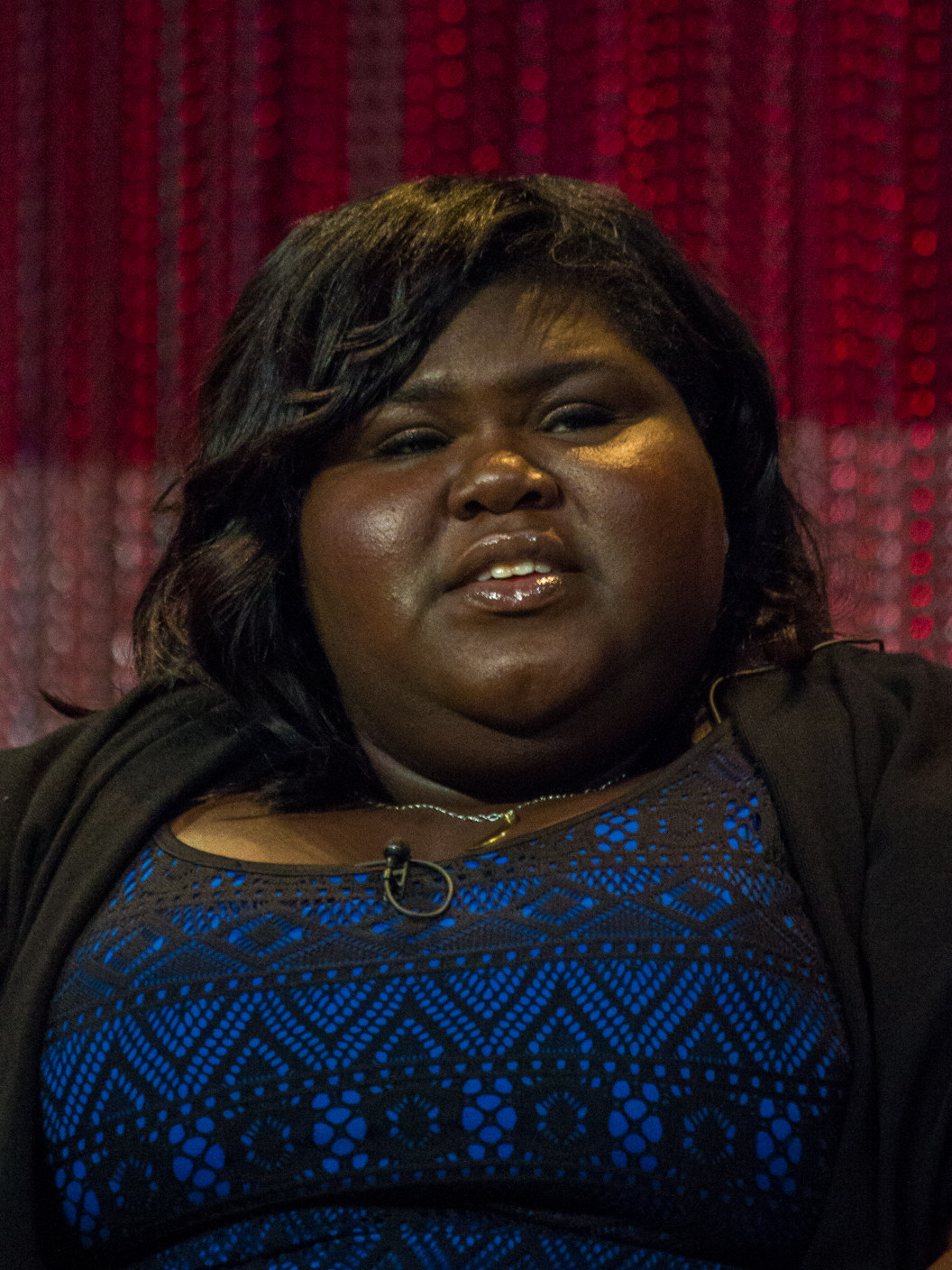
Gabourey Sidibe interprète Queenie
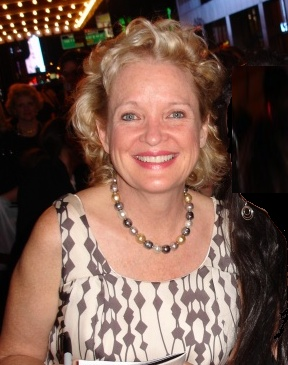
Christine Ebersole interprète Anna Leigh Leighton
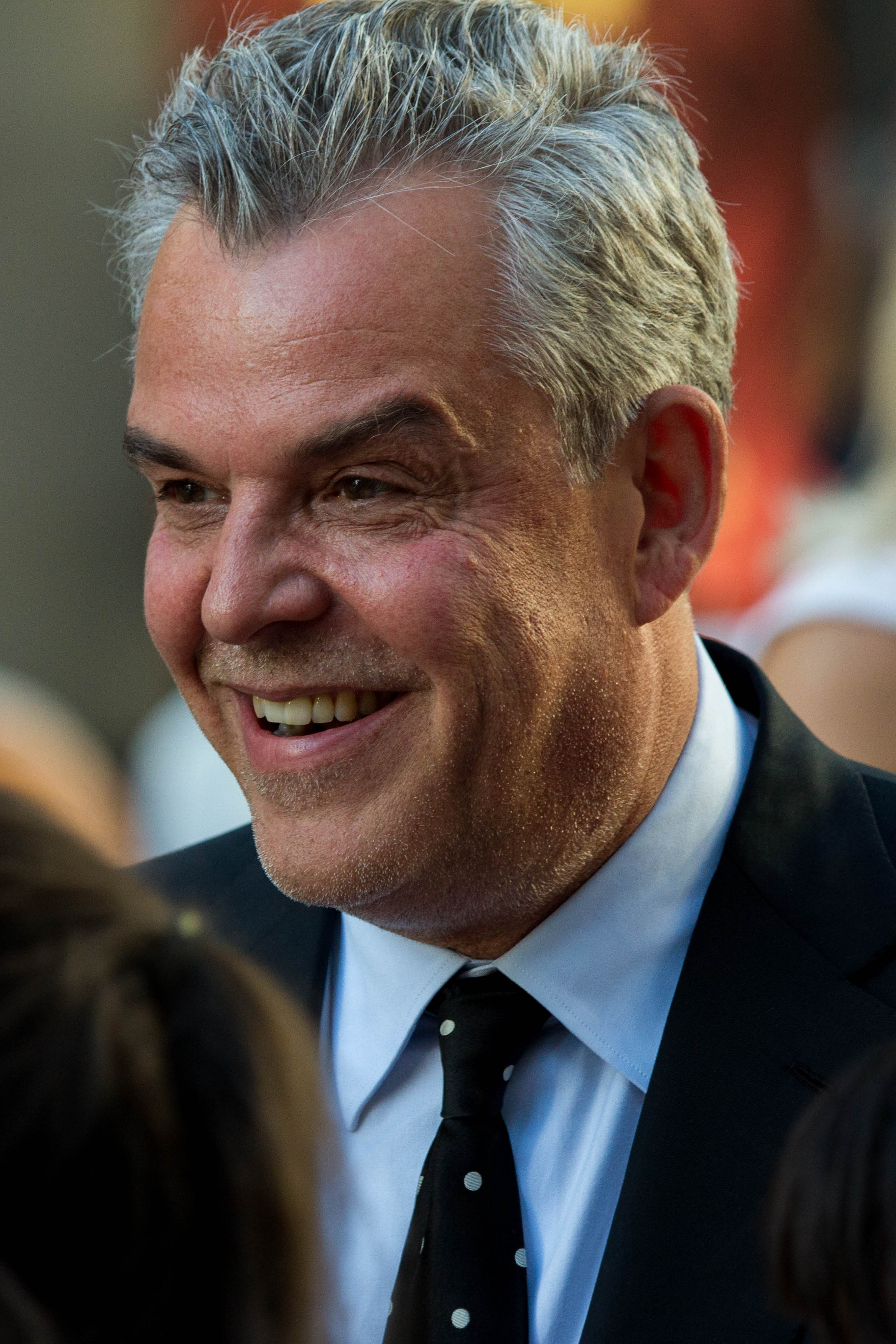
Danny Huston interprète L'homme à la hache
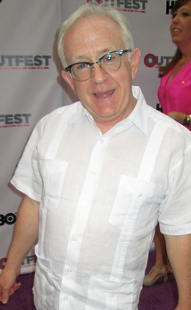
Leslie Jordan interprète Quentin Fleming
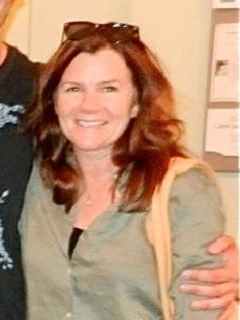
Mare Winningham interprète Alicia Spencer
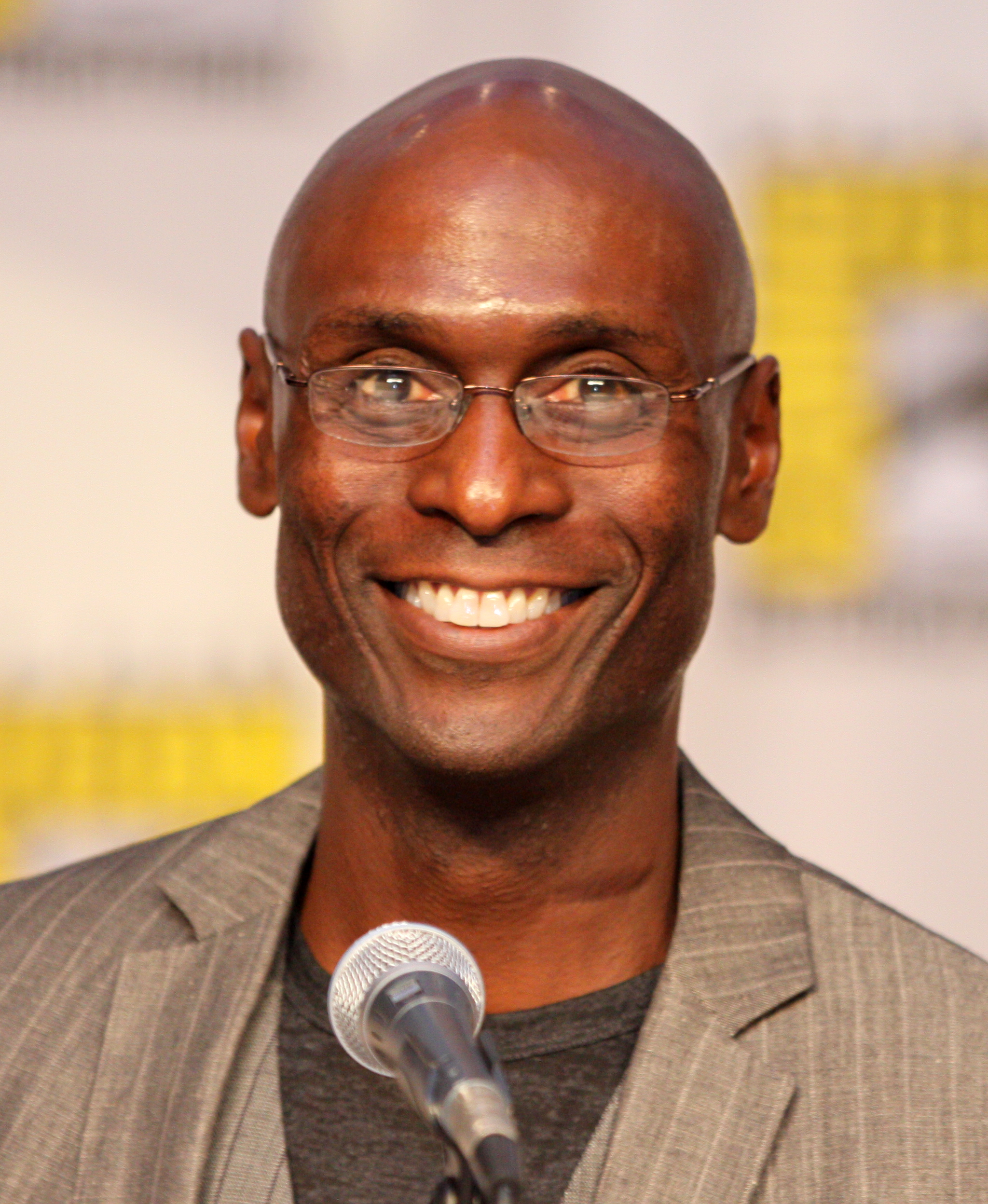
Lance Reddick interprète Papa Legba
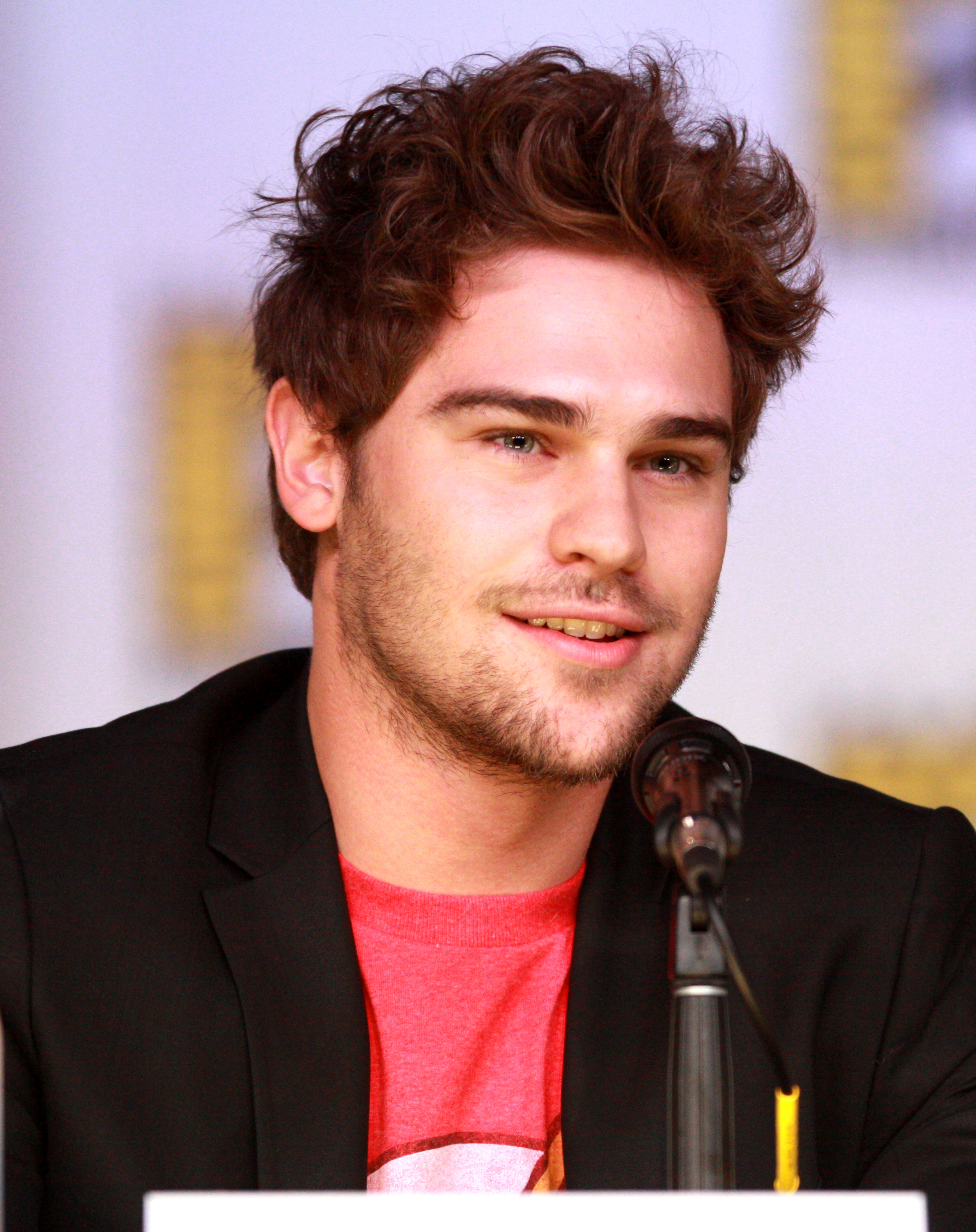
Grey Damon interprète Archie Brener

### Invités spéciaux
- Patti LuPone (VF : Pascale Jacquemont) : Joan Ramsey
- Alexandra Breckenridge (VF : Philippa Roche) : Kaylee
- Stevie Nicks (VF : Véronique Augereau) : Elle-même (la sorcière blanche)
- Michael Cristofer (VF : Philippe Catoire) : Harrison Renard

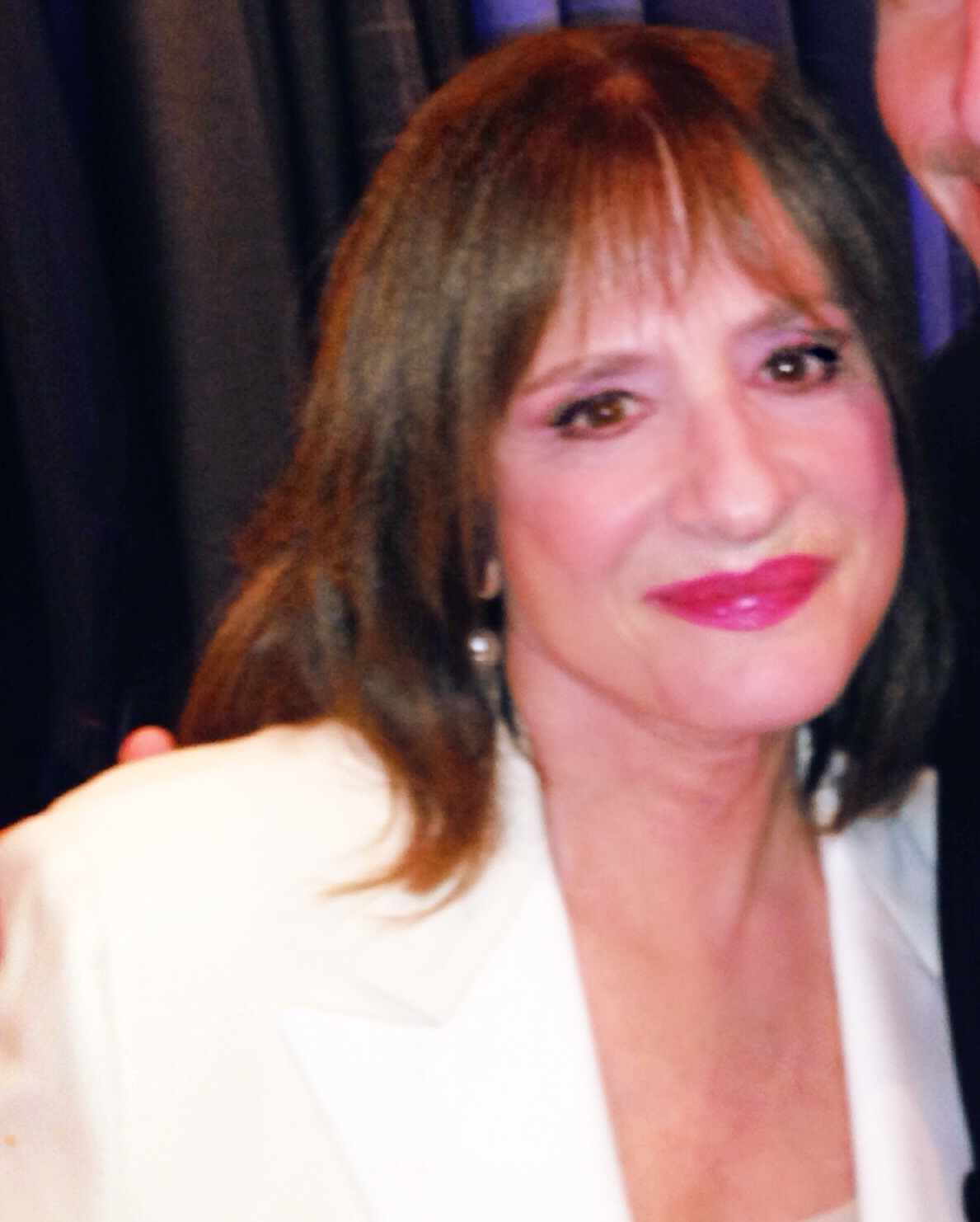
Patti LuPone dans le rôle de Joan Ramsay
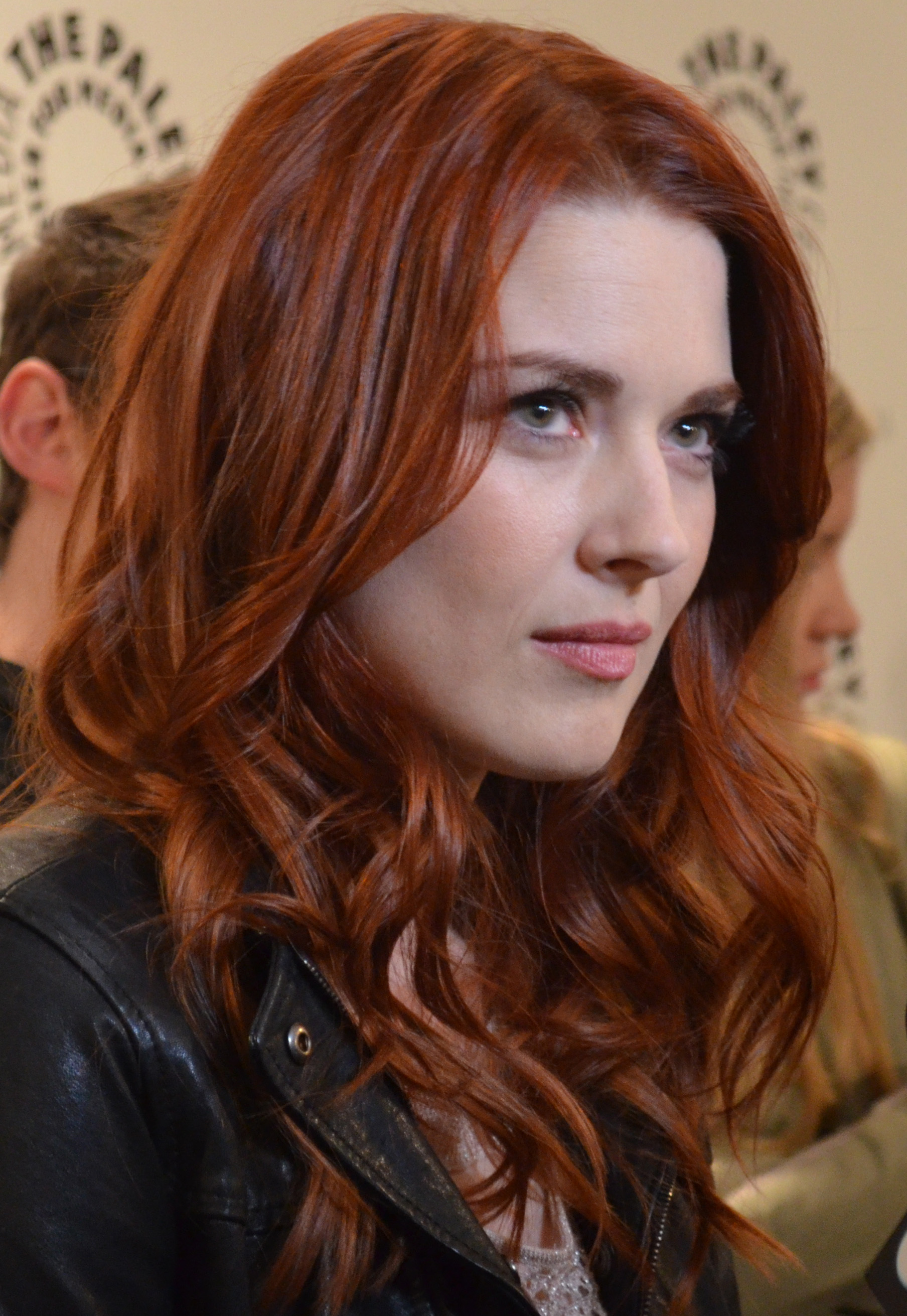
Alexandra Breckenridge interprète Kaylee
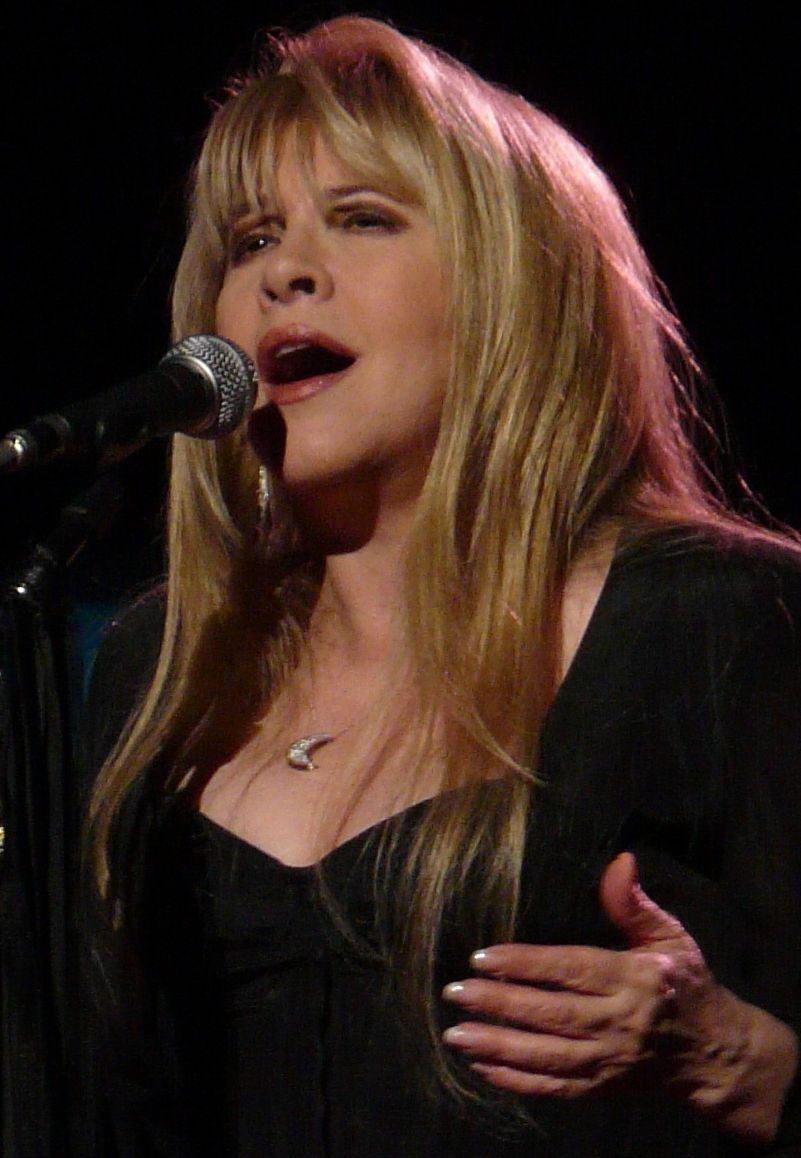
Stevie Nicks interprète son propre rôle

## Production

### Développement

Logo de la série sur fond noir

En janvier 2013, le créateur de la série, Ryan Murphy, a laissé entendre qu'un indice sur la troisième saison serait caché dans le dixième épisode de la deuxième saison. Plus tard, dans une interview, il discuta de cet épisode, déclarant : « Je pense que pour la troisième version, je veux faire quelque chose qui soit plus ‘glamour diabolique’. Juste quelque chose qui soit un peu plus… Ce qui m’a manqué cette saison, c’est que j’avais vraiment aimé l’histoire de Roméo et Juliette avec Violet et Tate [de la première saison]. Je veux encore quelque chose comme ça, et c’est ce que nous ferons dans la troisième saison. Et nous allons tourner la série dans un endroit différent, sûrement à des endroits du pays où de véritables horreurs se sont produites. ». Dans une autre interview, Murphy a ajouté que la période de temps pour la saison sera l'époque moderne. Il a également déclaré que la saison se déroulera dans plusieurs endroits. Une membre du casting de cette troisième saison, Frances Conroy, a déclaré que, bien qu'elle n'ait pas encore vu de script, le tournage prendra place dans La Nouvelle-Orléans .

### Tournage
Le tournage de la série a débuté en août 2013 à La Nouvelle-Orléans.

### Promotion
La campagne promotionnelle de la troisième saison débute en août 2013, les vidéos suivantes sont publiées sur la page officielle de la série : « Detention », « Pins & Needles », « Staircase », « Stakes », « Coffin », « Initiation » où l'on peut apercevoir les différents personnages, « Pins », « Slither », « Burn » (qui est la bande-annonce du premier épisode Bitchcraft), « Laveau », « Voodoo », « Voodoo Queen », « Study Hall », « Hair Don't », « Writhing », « Spellbound », « The Stand », « Black Hat », « Bullhorn », « Minotaur », « Mythology » (la deuxième bande-annonce du premier épisode) . Ainsi que deux reportages, sur le Vaudou et La Nouvelle-Orléans.

## Liste des épisodes

### Épisode 1: NEW
- États-Unis /  Canada : 9 octobre 2013 sur FX / FX Canada
- France : 26 avril 2014 sur Ciné+ Frisson
  - 13 juillet 2022 sur Disney+
- Québec : 7 janvier 2015 sur AddikTV

- États-Unis : 5,54 millions de téléspectateurs[9] (première diffusion)

- Le titre original « Bitchcraft » est du jargon, cela signifie l'art et la manière d’être une salope.

### Épisode 2:Résurrection
- États-Unis /  Canada : 16 octobre 2013 sur FX / FX Canada
- France : 26 avril 2014 sur Ciné+ Frisson
  - 13 juillet 2022 sur Disney+
- Québec : 14 janvier 2015 sur AddikTV

- États-Unis : 4,51 millions de téléspectateurs[10] (première diffusion)

- sans compléments dans le titre, Boy Parts peut se traduire aussi bien : 'Le rôle des garçons' que 'Morceau de garçon'

### Épisode 3:Succession
- États-Unis /  Canada : 23 octobre 2013 sur FX / FX Canada
- France : 26 avril 2014 sur Ciné+ Frisson
  - 13 juillet 2022 sur Disney+
- Québec : 21 janvier 2015 sur AddikTV

- États-Unis : 3,78 millions de téléspectateurs[11] (première diffusion)

Madison et Nan ont toutes les deux des vues sur le nouveau voisin, Luke Ramsey (Alexander Dreymon), mais ce sera sans compter sur sa mère Joan (Patti LuPone), une ultra-religieuse. Après une brève rencontre avec les Ramsey, Madison développe un nouveau pouvoir, la pyrokinésie. Fiona, affaiblie, apprend qu'elle a un cancer et pense que l'une des étudiantes s'élèvera bientôt comme étant la nouvelle Suprême. Après avoir entendu que les pouvoirs de Madison se développaient, Fiona la prend sous son aile pour l'amener à manifester d'autres pouvoirs. Réalisant que Madison est la prochaine Suprême, Fiona décide de l'éliminer.

### Épisode 4:Petites Farces entre amies
- États-Unis /  Canada : 30 octobre 2013 sur FX / FX Canada
- France : 3 mai 2014 sur Ciné+ Frisson
  - 13 juillet 2022 sur Disney+
- Québec : 28 janvier 2015 sur AddikTV

- États-Unis : 3,71 millions de téléspectateurs[12] (première diffusion)

Fiona demande à Spalding (Denis O'Hare), le majordome de l'école de sorcières, de se débarrasser du corps de Madison et porte secours à Queenie, agressée par un minotaure envoyé par Marie Laveau. Au domicile de Kyle, Zoe nettoie les dégâts de Kyle puis finit par le perdre alors que les festivités d'Halloween débutent. Parti en voyage d'affaires, Hank trompe Cordelia avec Kaylee (Alexandra Breckenridge).

### Épisode 5:Brûle, Sorcière, Brûle
- États-Unis /  Canada : 6 novembre 2013 sur FX / FX Canada
- France : 3 mai 2014 sur Ciné+ Frisson
  - 13 juillet 2022 sur Disney+
- Québec : 4 février 2015 sur AddikTV

- États-Unis : 3,80 millions de téléspectateurs[13] (première diffusion)

### Épisode 6:L'Homme à la hache
- États-Unis /  Canada : 13 novembre 2013 sur FX / FX Canada
- France : 10 mai 2014 sur Ciné+ Frisson
  - 13 juillet 2022 sur Disney+
- Québec : 11 février 2015 sur AddikTV

- États-Unis : 4,16 millions de téléspectateurs[14] (première diffusion)

### Épisode 7:Tous morts
- États-Unis /  Canada : 20 novembre 2013 sur FX / FX Canada
- France : 10 mai 2014 sur Ciné+ Frisson
  - 13 juillet 2022 sur Disney+
- Québec : 18 février 2015 sur AddikTV

- États-Unis : 4,00 millions de téléspectateurs[15] (première diffusion)

### Épisode 8:La Prise sacrée
- États-Unis /  Canada : 4 décembre 2013 sur FX / FX Canada
- France : 17 mai 2014 sur Ciné+ Frisson
  - 13 juillet 2022 sur Disney+
- Québec : 25 février 2015 sur AddikTV

- États-Unis : 4,07 millions de téléspectateurs[16] (première diffusion)

### Épisode 9:Chasseur de sorcières
- États-Unis /  Canada : 11 décembre 2013 sur FX / FX Canada
- France : 17 mai 2014 sur Ciné+ Frisson
  - 13 juillet 2022 sur Disney+
- Québec : 4 mars 2015 sur AddikTV

- États-Unis : 3,94 millions de téléspectateurs[17] (première diffusion)

### Épisode 10:Voie céleste, voie démoniaque
- États-Unis /  Canada : 8 janvier 2014 sur FX / FX Canada
- France : 24 mai 2014 sur Ciné+ Frisson
  - 13 juillet 2022 sur Disney+
- Québec : 11 mars 2015 sur AddikTV

- États-Unis : 3,49 millions de téléspectateurs[18] (première diffusion)

### Épisode 11:La Protection de l'Assemblée
- États-Unis /  Canada : 15 janvier 2014 sur FX / FX Canada
- France : 24 mai 2014 sur Ciné+ Frisson
  - 13 juillet 2022 sur Disney+
- Québec : 18 mars 2015 sur AddikTV

- États-Unis : 3,46 millions de téléspectateurs[19] (première diffusion)

### Épisode 12:Va en enfer
- États-Unis /  Canada : 22 janvier 2014 sur FX / FX Canada
- France : 31 mai 2014 sur Ciné+ Frisson
  - 13 juillet 2022 sur Disney+
- Québec : 25 mars 2015 sur AddikTV

- États-Unis : 3,35 millions de téléspectateurs[20] (première diffusion)

### Épisode 13:Les Sept merveilles
- États-Unis /  Canada : 29 janvier 2014 sur FX / FX Canada
- France : 31 mai 2014 sur Ciné+ Frisson
  - 13 juillet 2022 sur Disney+
- Québec : 1er avril 2015 sur AddikTV

- États-Unis : 4,24 millions de téléspectateurs[21] (première diffusion)